# Aerogram

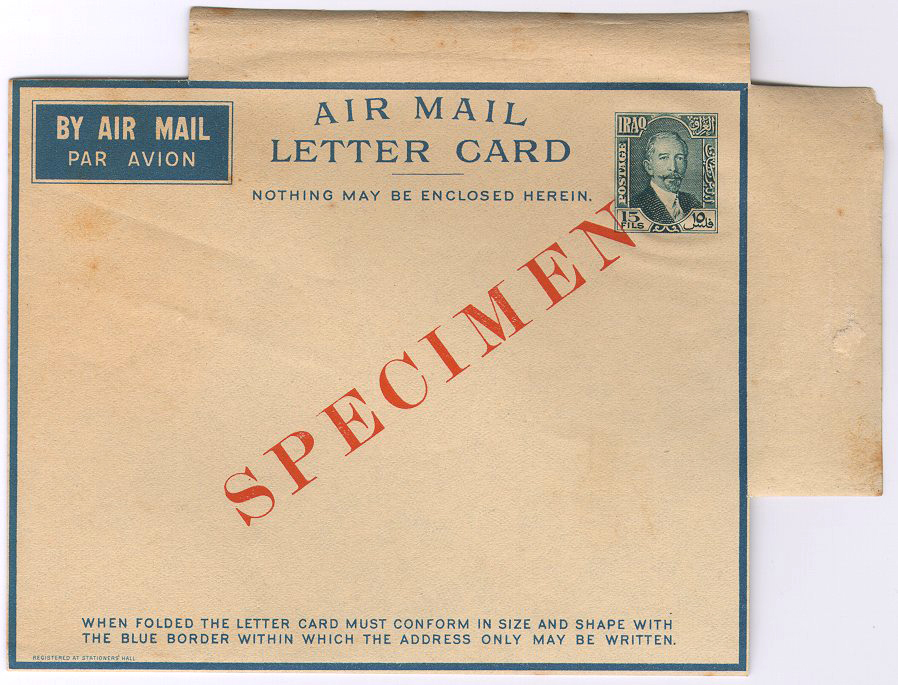
Aerogram poczty irackiej z 1933 r.

Aerogram (listownik lotniczy) – cienka, składana kartka z klejem (gumą arabską) na marginesach służąca do pisania listów przeznaczonych do wysłania pocztą lotniczą. Na jednej stronie pisze się treść listu, a po złożeniu i zaklejeniu kartka tworzy swoistą kopertę. Do takiego listu nie można wkładać żadnych załączników.